# Michał Hórnik
Michał Hórnik (ur. 1 września 1833 w Worklecach, zm. 22 lutego 1894 w Budziszynie) – serbołużycki duchowny katolicki, językoznawca i działacz narodowy, tłumacz literatury polskiej.

## Życiorys
Jego rodzina pochodziła ze Śląska i była pochodzenia polskiego (słowiańskiego). Na Łużyce przeprowadził się jego pradziad. Tam też Michał Hórnik się urodził i wychował.
Po ukończeniu podstawowej edukacji w rodzinnych Worklecach i Budziszynie, w wieku 14 lat udał się do Pragi, gdzie przez kolejne 10 lat kształcił się w miejscowym seminarium – wpierw jako gimnazjalista, a następnie student teologii. Podczas nauki był członkiem założycielem „Serbowki” – katolickiej organizacji łużyckich studentów i gimnazjalistów. 
W 1856 r. przyjął święcenia kapłańskie i od tego czasu do końca życia prowadził działalność duszpasterską wśród katolickich Serbów łużyckich. Łączył ją z propagowaniem kultury serbołużyckiej oraz formacją patriotyczną Serbołużyczan. W latach 1852–1856 był prezesem „Serbowki” – organizacji studentów łużyckich o charakterze słowiańsko-narodowym. W 1860 r. zainicjował wydawanie czasopisma „Łużyczanin”, a w 1863 r. „Towarzystwo Świętych Cyryla i Metodego” zajmujące się krzewieniem religii, nauki i piśmiennictwa serbołużyckiego. W tym samym roku założył tygodnik „Katolski Posoł”, obecnie jedno z najstarszych katolickich czasopism w Europie. Od 1868 r. przez kolejnych 25 lat był redaktorem czasopisma Macierzy Łużyckiej, której równolegle przez 12 lat prezesował. 
Dążył do zjednoczenia językowego mieszkańców Łużyc Dolnych i Łużyc Górnych, współtworząc w tym celu ujednolicony słownik ortograficzny. Był współautorem m.in. pierwszego naukowego słownika górnołużyckiego oraz tłumaczenia Nowego Testamentu. 
Sympatyzował z Polską i polską kulturą. Często odwiedzał Polskę i utrzymywał kontakty z polskimi elitami intelektualnymi. Tłumaczył dzieła polskiej literatury. Wraz z Polakiem Wilhelmem Bogusławskim napisał książkę Historia Serbskiego Narodu. Od 1880 r. nauczał w budziszyńskim gimnazjum języka polskiego miejscową młodzież. Wspierał również mieszkających w Niemczech polskich robotników i otaczał ich opieką kapłańską. Dążył do zbliżenia kulturowego Polaków i Serbów łużyckich.